# Un chasseur sans cœur
Un chasseur sans cœur (Quack Shot) est un cartoon, réalisé par Robert McKimson et sorti en 1954, qui met en scène Daffy Duck et Elmer Fudd.